# Ermita de Santa Bàrbara (Vinalesa)
L'ermita de Santa Bàrbara o Bàrbera de Vinalesa, està situada en una petita plaça i va ser construïda al segle xviii. Es troba al raval de Gafaüt.
Té un aire senzill. La façana amb rematada de frontó llueix la seua espadanya en el vèrtex i una finestra quadrada sobre una boga recta. En la mateixa disposa d'un rellotge de sol.
Es tracta d'una construcció de nau central única. L'estructura de reforç de murs és de maçoneria, sent els murs laterals d'1 m de gruix i la resta de 60 cm amb coberta a dues aigües per mitjà de volta de canó.
L'estat de conservació és bastant acceptable gràcies a les actuacions que han permès recuperar la coberta, les pintures i els capitells de les vuit columnes que embelleixen l'ermita.